# Dysdera cornipes
Dysdera cornipes este o specie de păianjeni din genul Dysdera, familia Dysderidae, descrisă de Karsch, 1881.
Este endemică în Libya. Conform Catalogue of Life specia Dysdera cornipes nu are subspecii cunoscute.